# Confluence (centre commercial)
Pour les articles homonymes, voir Confluence.
Le pôle de commerces et de loisirs Westfield Confluence se situe dans le quartier de la Confluence, à mi-chemin entre le quartier de Perrache au nord et le confluent à la pointe de la Presqu'île au sud, et fait ainsi face au siège de la région Auvergne-Rhône-Alpes. Il jouxte par ailleurs la place nautique (ou darse) de la Confluence.

## Histoire

Le centre commercial en chantier en 2011.

Initié en 2001, le projet comprend une longue phase d'étude et de dépollution du site, avant le début de la construction. Celle-ci ne commence qu'en décembre 2007, avec la pose de la première pierre. Réalisé par l'architecte Jean-Paul Viguier, son design intérieur est fortement inspiré de l'univers marin et du milieu de la batellerie. Il a ouvert ses portes le 4 avril 2012.

## Activité
Géré par Unibail-Rodamco-Westfield, le pôle de loisirs et de commerces est aujourd'hui dirigé par Camille Delomez. Il comprend plus de 53 000 m2 de surface de vente. Le centre propose ainsi 75 boutiques, 26 restaurants, un cinéma de 14 salles, un parking de 1 480 places, et un hôtel de 150 chambres (depuis 2012),,.
L'ouverture du site se traduit par la création de 800 emplois.

## Fréquentation
Les mois suivant l'ouverture du centre commercial, 2,5 millions de visiteurs le fréquentent, conséquence d'une mauvaise desserte, la fréquentation du centre commercial est toutefois en hausse en 2013 avec 6,9 millions de visiteurs, se traduisant aussi par une augmentation de l'activité et du chiffre d'affaires.
En 2014 et 2015, la fréquentation du centre commercial augmente fortement, atteignant 7,9 puis 8,9 millions de personnes. En 2016, elle continue de croître mais à un rythme plus faible, atteignant 9,2 millions de personnes.

## Accès

### Le Vaporetto
Une desserte par bateau était proposée par le centre commercial, avec quatre arrêts le long de la Saône, excepté durant la pause hivernale de la navette : Confluence, Quai des Célestins près de Bellecour, Quai de Bondy près de la Gare Saint-Paul, et enfin Quai Arloing dans le quartier de Vaise. La halte de Vaise a été nouvellement ajoutée à la desserte de la navette le 20 mars 2017.
Le 18 mai 2025, le service Vaporetto prend fin et laisse place à une navette fluviale des TCL nommée Navigône (ligne Navi1). Cette navette dessert le centre commercial les mercredis, samedis, dimanches et vacances scolaires et relie le quai Saint-Antoine, les Subsistances et Vaise-Industrie. Elle est mise en service le 18 juin 2025.

### Transports en commun
- Hôtel de Région - Montrochet

### Parkings
Le centre dispose également de deux grands parkings payants, en sous-sol et dans les différents niveaux du centre. Il est accessible depuis la rue Montrochet. Il existe un « programme fidélité » du centre qui permet une gratuité sous certaines conditions.